# Friedrich Wilhelm von Lepel (1774–1840)

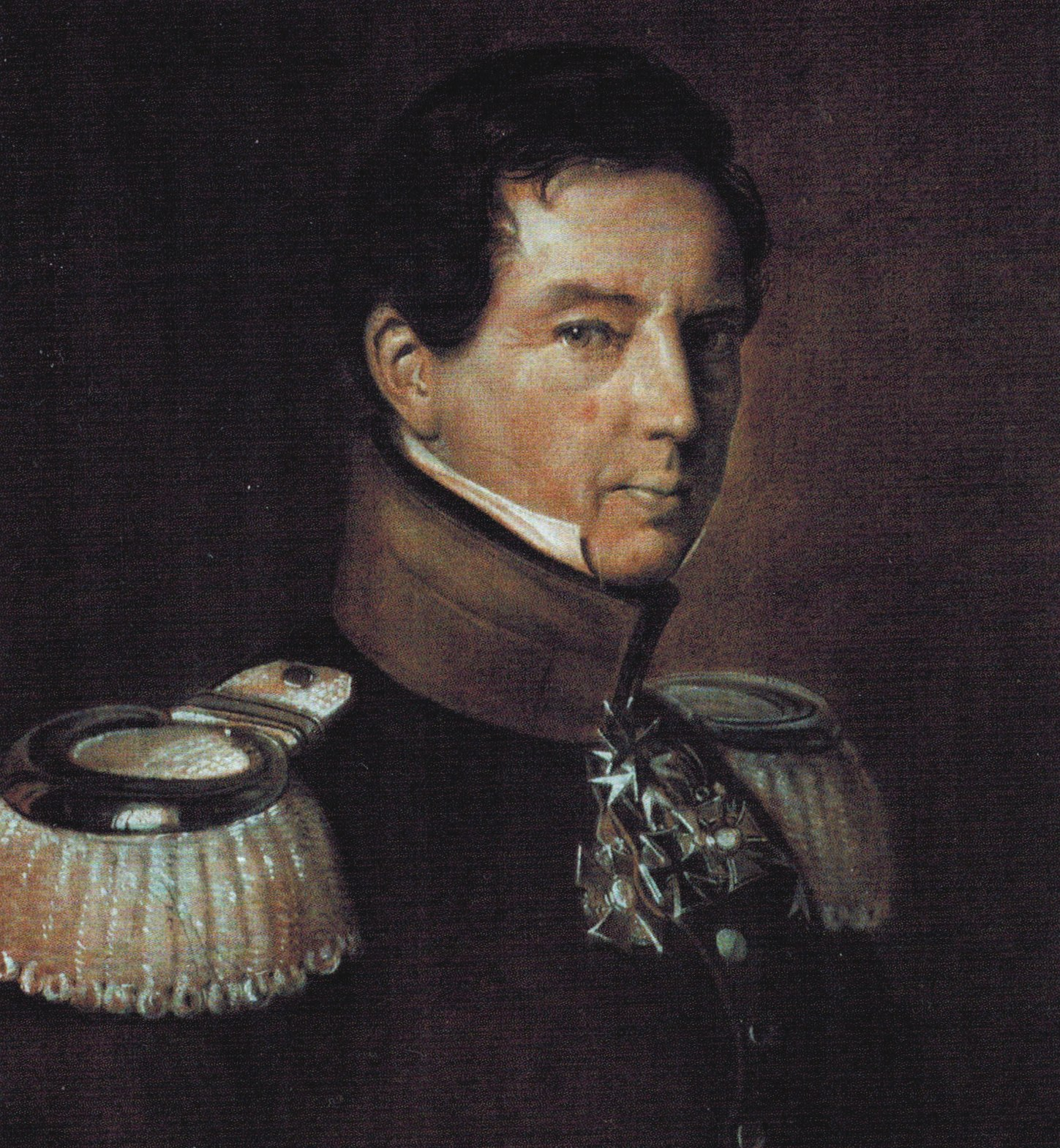
Wilhelm Graf von Lepel

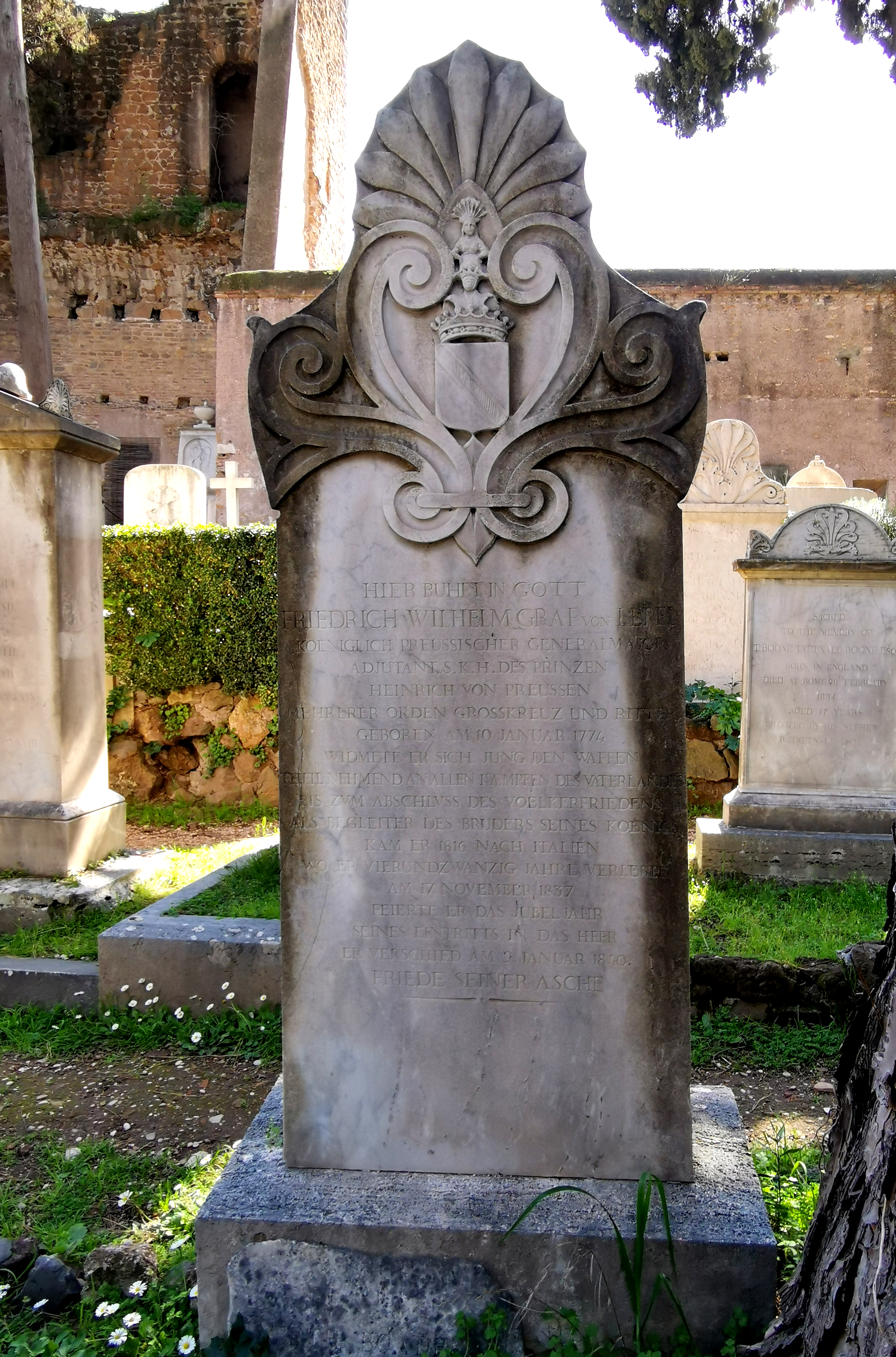
Grab auf dem Nichtkatholischen (Protestantischen) Friedhof Rom

Friedrich Wilhelm Graf von Lepel (* 25. April 1774 in Fürstenwalde/Spree; † 9. Januar 1840 in Rom) war ein preußischer Generalmajor und Adjutant des Prinzen Heinrich von Preußen.

## Familie
Seine Eltern stammten aus dem pommerschen Adelsgeschlecht derer von Lepel, bildeten aber durch die Ansiedlung des Vaters als Forstrat in Fürstenwalde einen eigenen Zweig.
Friedrich Wilhelm von Lepel war seit 1810 in erster Ehe mit Isabella Charlotte Ulrike von Blumenthal (1778–1826) und seit 1833 in zweiter Ehe mit der Engländerin Fanny Agnew (1799–1852) verheiratet. Beide Ehen blieben kinderlos. Er hatte vier Geschwister – Dietrich (1767–1815), Catharina (1769–1833), Wilhelmine (1781–1795) und Adolph (1783–1847).

## Ausbildung und Karriere
Wilhelm begann seine Militärlaufbahn 1787 als Gefreiter-Korporal im Füsilier-Bataillon 1 von Legat (Nr. 20). Er war dann im Ersten Koalitionskrieg gegen Frankreich als Seconde-Lieutenant und als Major 1812 beim Russlandfeldzug Napoleons in den Preußischen Hilfstruppen. Als Befehlshaber von vier Schwadronen bei den siegreichen Gefechten vor Riga erhielt er am 4. September 1812 den Orden Pour le Mérite und von Napoleon das Kreuz der Ehrenlegion. 1813 wurde er Flügeladjutant des Prinzen Heinrich von Preußen (1781–1846), dem jüngeren Bruder des Königs Friedrich Wilhelm III. (1770–1840). Mit ihm unternahm er den Frontenwechsel gegen Napoleon, kämpfte bei Leipzig in der Völkerschlacht und kam bis Paris.
1816 ging von Lepel bis zu seinem Tod als Adjutant und Begleiter des unvermählten Prinzen dauerhaft nach Rom in Italien. Zu seinem 50. Dienstjubiläum wurde er durch König Friedrich Wilhelm III. am 16. März 1838 in den preußischen Grafenstand erhoben.